# Juan Eduardo Castro
Juan Eduardo Castro dos Santos (Montevideo, 1954) es un maestro uruguayo de Karate y fundador del estilo Okinawa-ken Ryū.
Fue alumno, entre otros, de los maestros Georges London, Mahatma Sulakshna-Bai, Michihisa Itaya, Jintatsu Higa, Seigi Nakamura y O’Sensei Shōshin Nagamine. También se dedica a la práctica de Shodo (caligrafía Zen) y Sumi-e (pintura Zen).

## Biografía
Juan Eduardo Castro nació en Montevideo, Uruguay, el 22 de agosto de 1954.
En 1964 comenzó a practicar Aikitai-jiujitsu japonés con el maestro francés Georges London (1908 - 1971).

Luego estudió karate Shotokan japonés con el maestro Michihisa Itaya (1941 - 1972), Yoga hindú con la Mahatma Sulakshna-Bai, Taekwon-do coreano y con el Maestro okinawense Jintatsu Higa (1912 - 1983), Shōrin-ryū Karate-dō, Kobu-dō y Zazen.
El 1° de abril de 1973 los profesores Jorge Pineda y Mario Díaz se van de Uruguay y lo nombran instructor del Instituto Uruguayo de Karate-dō, Kobu-dō y Zazen. Ese mismo año apareció en un artículo del diario  El Día.
También le fueron publicados varios artículos en revistas uruguayas.

En 1978 el Instituto Superior de Educación Física (autoridad uruguaya) le confiere el título de instructor de karate.
El maestro más influyente en su práctica fue O'Sensei Shōshin Nagamine (1907 -1997). Colaboró en la traducción al español del libro "La esencia del Karate-do okinawense".
En 1980 viaja a Okinawa donde el maestro Shoshin Nagamine le otorga el título de Renshi (錬士 Guerrero Calificado).
J. E. Castro participó activamente en las últimas cuatro Presentaciones Mundiales de Shōrin-ryū Karate-dō, Kobu-jutsu y Zen que tuvieron lugar en las ciudades de Buenos Aires (Argentina), Montevideo (Uruguay) y Naha (Okinawa) entre los años 1978 y 1980.
En 1982 fundó la escuela Okinawa-ken Ryū para difundir el estudio de su arte marcial y en 1987 publicó el primer libro sobre las artes marciales escrito en el Uruguay: "El Camino. La vivencia zen en el karate okinawense".

Se gradúa de procurador en la Universidad de la República Oriental del Uruguay el 18 de noviembre de 1986.
En 1998 la Okinawa Karate-dō Renmei lo titula Kyōshi (教士 Maestro Avanzado)
El 22 de enero de 2006 el Consejo Mundial de los Sōke lo reconoce como Sōke y Hanshi (範士 Maestro Ejemplar).

El 24 de septiembre de 2018 el World Budokan lo certifica como Hanshi y el 27 de septiembre siguiente la Okinawan Hakutsuru Kenpo Association lo titula Ju-dan (Cinturón Negro 10º Grado).

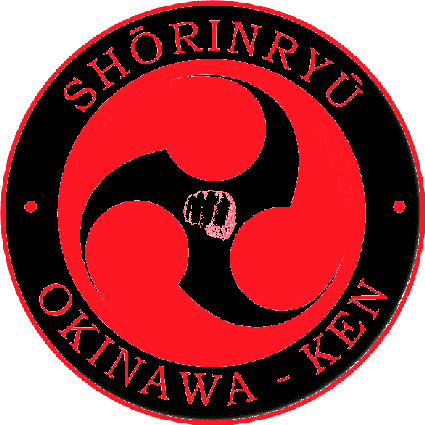

J. E. Castro ha ingresado ocho veces al "Salón de la Fama" del Consejo Mundial de los Soke (WHFSC) siendo galardonado con los siguientes premios:
- Historical Member en 2008[15]
- Grandmaster Pinnacle en 2009[16]
- World Grandmaster Ambassador en 2010[17]
- Grandmaster Warrior of the WHFSC en 2011[18]
- WHFSC Platinum Anniversary Grandmaster en 2012[19]
- WHFSC Shogun en 2013[20]
- WHFSC Legendary Grandmaster en 2014[21]
- Distinguished Grandmaster Member of the WHFSC en 2015[22]

## Técnica

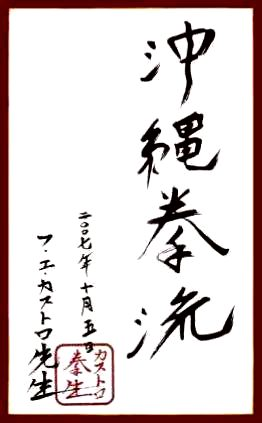
Caligrafía Zen "Okinawa-ken Ryū" 沖縄拳流 por J. E. Castro

Okinawa-ken Ryū es un estilo de Budō (el Camino Zen de detener el conflicto) de la familia Shōrin (Shaolin en chino). El Budō tiene raíces en disciplinas tales como el Budismo Zen, el Taoísmo, el Bushidō y el Shintō. El karate okinawense es un arte de la defensa personal sin armas y una terapia cinética mediante el Zen en movimiento.
Okinawa-ken Ryū (Estilo del Puño Okinawense) es una escuela de Karate-dō, Tuite-jutsu, Kyusho-jutsu, Sai-jutsu, Bo-jutsu, Hakutsuru-kempo, Shodō, Sumi-e y Zen consagrada al estudio y práctica del Budō.
La práctica de esta disciplina busca promover la salud y armonía del cuerpo, la mente y el espíritu de sus estudiantes de tal manera que estén mejor preparados, tanto para aprovechar cada día, como para sobrellevar con entereza las crisis de la vida.